# Circus Maximus: Chariot Wars
 (avril 2017).
Si vous disposez d'ouvrages ou d'articles de référence ou si vous connaissez des sites web de qualité traitant du thème abordé ici, merci de compléter l'article en donnant les références utiles à sa vérifiabilité et en les liant à la section « Notes et références ».
Circus Maximus: Chariot Wars est un jeu vidéo sorti sur Xbox et PlayStation 2 au cours de l'été 2002.
Il s'agit d'un jeu de course se déroulant durant l'époque de la Rome antique et où les personnages conduisent un char romain attelé à quatre chevaux.

## Système de jeu
Pour remporter les courses, le joueur doit établir un certain score qu'il obtient en faisant diverses actions comme remporter la course ou attaquer les chars adverses. En effet, le char transporte deux personnages : un conducteur et un guerrier.
Plus le joueur avance dans le jeu et plus il débloque de nouvelles équipes (Égypte, Amazones...) qui permettent ainsi de récupérer soit le char, les chevaux, le conducteur ou le guerrier afin d'établir l'équipe la mieux adaptée.